# Schiessrothried
Lo Schiessrothried è un lago alpino francese, che si trova sul versante alsaziano dei Vosgi, nel territorio del comune di Metzeral. Le sue acque raggiungono il fiume Fecht tramite l'emissario, un breve affluente del fiume, il Wormsabachrunz. Ai piedi dello Hohneck vi era originariamente una torbiera, ormai del tutto sfruttata, che divenne un lago grazie all'erezione di una diga piuttosto piccola, il che fa credere a molti che si tratti di un lago naturale. L'obiettivo dello sbarramento era quello d'indirizzare un flusso di acque agli opifici tessili ed alle segherie di Munster, la maggior parte delle quali erano alimentate da fonti autonome di energia elettrica.
Il lago è circondato da sentieri per escursioni, gestiti dal Club Vosgien.

## Sbarramento
La diga è un'opera di classe C, secondo le disposizioni dell'articolo R.214-112 del codice dell'Ambiente.
L'opera, realizzata negli anni dal 1887 al 1893 sul Wormsabachrunz, è del tipo a gravità a riporto, composta in terra con sostegno a monte in muratura. L'altezza massima sul livello del terreno naturale è di 12,50 m, ha una lunghezza di 150 m ed uno spessore di 6 m. Si trova ad un'altezza di 930 m s.l.m.

## Fonti

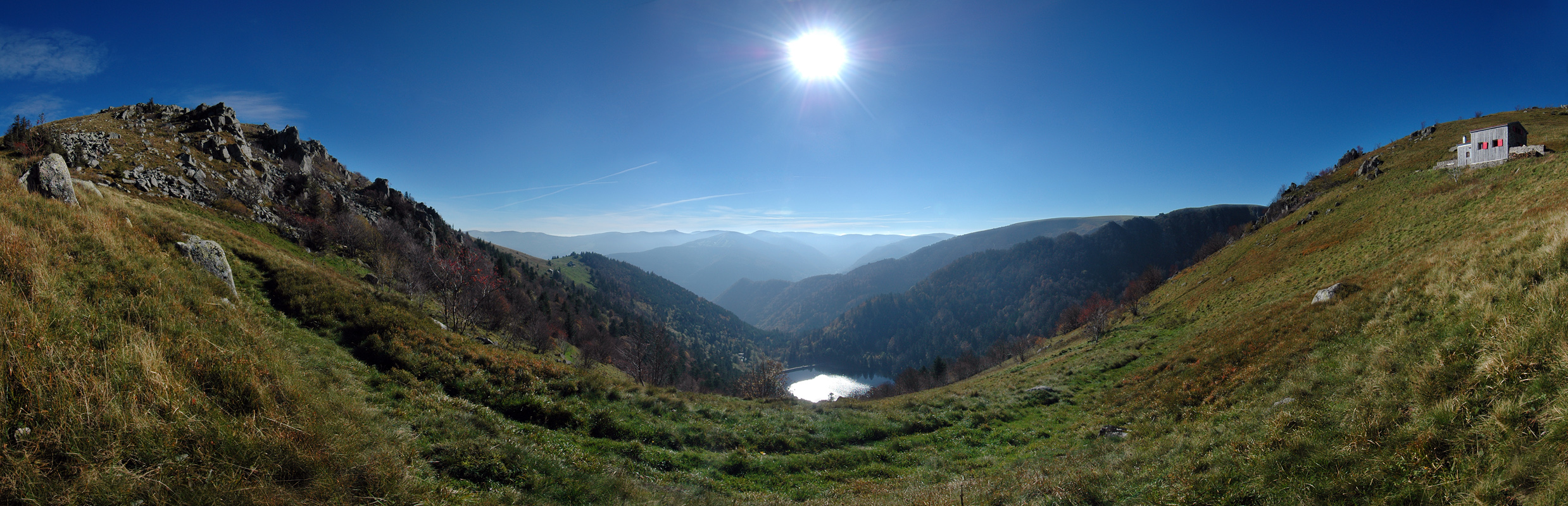
Il lago visto dallo Schaeferthal, tra il Piccolo Hohneck a sinistra e l'Hohneck a destra

- (FR) Un site familial consacré aux balades et randos pédestres, su alsace-vosges-rando.com. URL consultato il 27 agosto 2013 (archiviato dall'url originale il 6 luglio 2008).